# Fotel Jaracza
Pomnik Stefana Jaracza – pomnik znajdujący się w Łodzi i przedstawiający Stefana Jaracza, siedzącego na widowni w teatrze, trzymającego w ręku egzemplarz reżyserski. Na wolnych miejscach obok odlanej z brązu figury założyciela teatru Ateneum w Warszawie mogą przysiąść przechodnie.
Pomnik odsłonięty został 10 czerwca 2006 obok kamienicy przy ul. Piotrkowskiej 152.
Pomnik jest częścią Galerii Wielkich Łodzian, która od 1999 zdobi ul. Piotrkowską, wykonywanymi w brązie rzeźbami plenerowymi stojącymi na chodnikach, upamiętniającymi sławne osoby związane z Łodzią. Autorami rzeźby są Marcel Szytenchelm i poznańscy odlewnicy Jerzy i Robert Sobocińscy.